# Погва
Погва (в верховье Ржановка) — река в России, протекает по Верхнекамскому району Кировской области, устье и последний километр течения находятся в Гайнском районе Пермского края. Устье реки находится в 1241 км по правому берегу реки Кама. Длина реки составляет 17 км.
Исток реки в лесах в 6 км к юго-востоку от посёлка Тупрунка. В верхнем течении течёт на север, затем протекает длинное и узкое озеро Ржаное, вытянутое с юго-запада на северо-восток и представляющее собой старицу Камы. По выходу из озера течёт на северо-восток. До озера Ржаное обозначена на картах как Ржановка, ниже озера как Погва. Приток — Липовка (правый). Впадает в Каму в 10 км к юго-западу от посёлка Сёйва.

## Данные водного реестра
По данным государственного водного реестра России относится к Камскому бассейновому округу, водохозяйственный участок реки — Кама от истока до водомерного поста у села Бондюг, речной подбассейн реки — бассейны притоков Камы до впадения Белой. Речной бассейн реки — Кама.
Код объекта в государственном водном реестре — 10010100112111100001372.